# Haution
Haution és un municipi francès situat al departament de l'Aisne i a la regió dels Alts de França. L'any 2007 tenia 145 habitants.

## Demografia

### Població
El 2007 la població de fet de Haution era de 145 persones. Hi havia 56 famílies de les quals 8 eren unipersonals (8 homes vivint sols), 28 parelles sense fills i 20 parelles amb fills.
La població ha evolucionat segons el següent gràfic:
Habitants censats

### Habitatges
El 2007 hi havia 69 habitatges, 56 eren l'habitatge principal de la família, 10 eren segones residències i 3 estaven desocupats. Tots els 69 habitatges eren cases. Dels 56 habitatges principals, 49 estaven ocupats pels seus propietaris i 7 estaven llogats i ocupats pels llogaters; 1 tenia dues cambres, 1 en tenia tres, 21 en tenien quatre i 33 en tenien cinc o més. 50 habitatges disposaven pel capbaix d'una plaça de pàrquing. A 24 habitatges hi havia un automòbil i a 29 n'hi havia dos o més.

### Piràmide de població
La piràmide de població per edats i sexe el 2009 era:
| Homes | Edats   | Dones |
| ----- | ------- | ----- |
| 0     | 95 o +  | 0     |
| 0     | 90 a 94 | 0     |
| 4     | 85 a 89 | 4     |
| 0     | 80 a 84 | 0     |
| 0     | 75 a 79 | 8     |
| 4     | 70 a 74 | 8     |
| 4     | 65 a 69 | 4     |
| 4     | 60 a 64 | 0     |
| 4     | 55 a 59 | 4     |
| 0     | 50 a 54 | 8     |
| 4     | 45 a 49 | 4     |
| 8     | 40 a 44 | 8     |
| 4     | 35 a 39 | 4     |
| 4     | 30 a 34 | 0     |
| 4     | 25 a 29 | 4     |
| 8     | 20 a 24 | 4     |
| 8     | 15 a 19 | 0     |
| 4     | 10 a 14 | 8     |
| 0     | 5 a 9   | 0     |
| 0     | 0 a 4   | 4     |

## Economia
El 2007 la població en edat de treballar era de 95 persones, 77 eren actives i 18 eren inactives. De les 77 persones actives 72 estaven ocupades (41 homes i 31 dones) i 5 estaven aturades (5 dones i 5 dones). De les 18 persones inactives 9 estaven jubilades, 5 estaven estudiant i 4 estaven classificades com a «altres inactius».

### Ingressos
El 2009 a Haution hi havia 57 unitats fiscals que integraven 155 persones, la mediana anual d'ingressos fiscals per persona era de 15.957 €.

### Activitats econòmiques
Dels 2 establiments que hi havia el 2007, 1 era d'una empresa alimentària i 1 d'una empresa de transport.
L'únic establiment comercial que hi havia el 2009 era una fleca.
L'any 2000 a Haution hi havia 14 explotacions agrícoles.

## Poblacions més properes
El següent diagrama mostra les poblacions més properes.